# NGC 7423
NGC 7423 (również OCL 246) – gromada otwarta znajdująca się w gwiazdozbiorze Cefeusza. Odkrył ją William Herschel 1 listopada 1788 roku. Jest położona w odległości ok. 13,5 tys. lat świetlnych od Słońca.